# Ariane Friedrich
Ariane Friedrich (dekliški priimek Tempel), nemška atletinja, * 10. januar 1984, Nordhausen, Vzhodna Nemčija. 
Nastopila je na poletnih olimpijskih igrah v letih 2008 in 2012, dosegla je sedmo in štirinajsto mesto v skoku v višino. Na svetovnih prvenstvih je osvojila bronasto medaljo leta 2009, kot tudi na evropskih prvenstvih leta 2010, na evropskih dvoranskih prvenstvih pa naslov prvakinje leta 2009. 